# Goldene Stunde (Geburtshilfe)
Als die goldene Stunde bezeichnet man in der Geburtshilfe die erste Stunde nach der Geburt. Im weiteren Sinne fasst man hierunter zudem eine Reihe von Praktiken, die für diese Zeitspanne vorgesehen sind.
Evidenzbasierte Praktiken der goldenen Stunde umfassen Maßnahmen, die die Bindung zwischen Mutter und Kind fördern sollen. Hierzu zählt, sofern dies möglich ist: die Abnabelung zu verzögern, den Haut-zu-Haut-Kontakt für mindestens eine Stunde zu ermöglichen, Untersuchungen des Neugeborenen auf dem mütterlichen Bauch durchzuführen, nicht dringende Aufgaben wie das Baden des Neugeborenen um eine Stunde aufzuschieben und das frühzeitige Stillen zu ermöglichen. Diese Maßnahmen werden mit einer besseren Wärmeregulierung des Neugeborenen, geringerem Stressniveau der Mutter und des Kindes sowie längerfristig mit einer höheren Stillrate und einer längeren Stilldauer in Verbindung gebracht.
Diagnostische und therapeutische Maßnahmen sind je nach Situation verschieden. Für Frühgeborene wurden spezielle evidenzbasierte Reihen von Maßnahmen entwickelt.

## Begriff
Der Begriff Goldene Stunde wurde aus der Notfallmedizin, wo er die ersten 60 Minuten nach einem Unfallereignis bezeichnet, in die Geburtshilfe übernommen, wo er zunächst vor allem im Zusammenhang mit der Behandlung von Frühgeborenen unmittelbar nach der Geburt verwendet wurde.